# Boeing 797

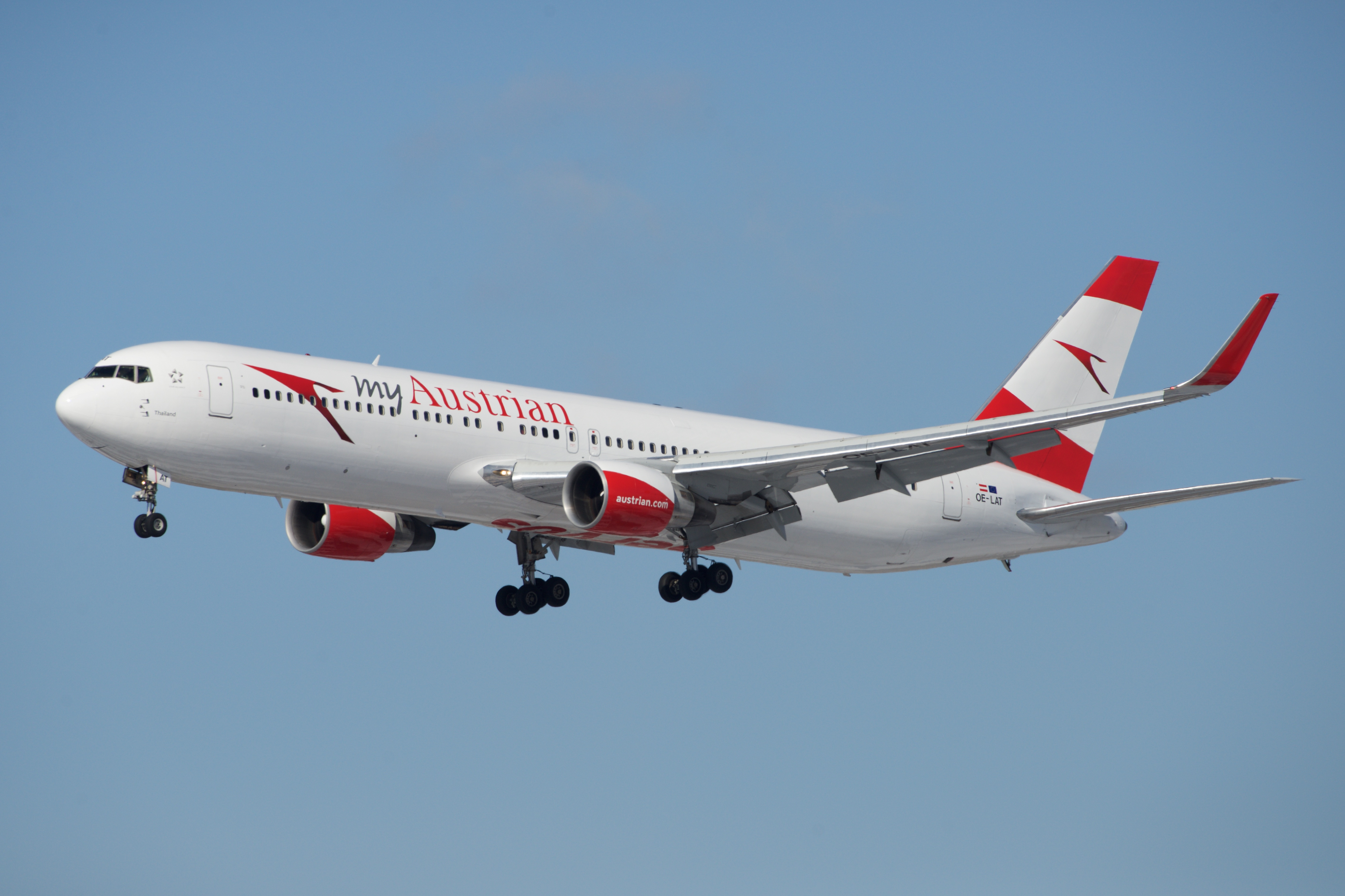
Boeing 767 da Austrian Airlines em Toronto

O Boeing 797, oficialmente conhecido por New Midsize Airplane (NMA), é um projeto da Boeing para uma aeronave comercial bimotor de transporte de passageiros e mercadorias. O projeto foi apresentado na Paris Air Show de 2017. Será a primeira aeronave comercial da Boeing desde o lançamento do 787 Dreamliner. Segundo a apresentação em Paris, esta nova aeronave terá uma fuselagem e asas construídas com materiais compósitos.
Possivelmente, terá duas variantes: uma com a capacidade de 228 passageiros e alcance de 8300 quilómetros, e outra com capacidade de 267 passageiros com alcance de 7700 quilómetros
Planeja-se que a aeronave entrará no mercado por volta de 2025.

## Especulações
Não se sabe ao certo se o 797 será uma aeronave de fuselagem larga ou de fuselagem estreita. especula-se que terá uma fuselagem entre o Boeing 757 e 767 porém com novas tecnologias, tendo como concorrente o Airbus A321.